# Судова медицина
Судова́ медици́на — розділ медицини, який вивчає питання медичного та біологічного характеру, що виникають під час слідства й судового процесу.
До головних проблем судової медицини належить вивчення причин і умов, які призводять до смерті або порушення здоров'я у кримінальних випадках, судово-медична експертиза людей, трупів, речових доказів, експертизи за матеріалами цивільних та карних справ, діяльності медичного персоналу.

## Генеза

### Судова медицина в Європі
В 1858 році німецький медик Йозеф Вільбранд видав книжку «Підручник судової психології для лікарів і юристів» (нім. Lehrbuch der gerichtlichen Psychologie für Aerzte und Juristen; Ерланген), в 1882 — «Про сутність людини з судово-медичної точки зору» (нім. Ueber das Wesen des Menschen vom gerichtlich-medicinischen Standpunkte aus; Гіссен).

### Судова медицина в Україні
У Київській Русі початки сумедекспертизи знаходимо вже у 11—12 ст., у 17—18 ст. існували розпорядження про судово-медичні огляди (розтин трупів для встановлення причин смерті, тяжкості ушкоджень тощо). З кінця 18 ст. суд.-мед. діяльність стала обов'язком лікарських управ, повітових і міських лікарів. 1842 в Російської мперії видано «Устав судебной медицины»; в СРСР і УРСР створено першу у світі централізовану державну судово-медичну службу (при Міністерстві охорони здоров'я).
Осередками наукового вивчення питань судової медицини в Україні були медичні факультети університетів (з 1884 при них встановлено самостійні кафедри судової медицини); тепер катедри судової медицини мед. інститутів та інститутів удосконалення лікарів, а також Українське республіканське наукове товариство судових медиків і криміналістів (об'єднує 315 членів).
У Києві (з 1917) і Харкові (з 1925) працюють науково-дослідні інститути Юридичної комісії при Раді міністрів УРСР, які є центрами наукової експертизи та наукової праці у галузі криміналістики, у тому числі й судмедекспертизи. З українських учених над питаннями судової медицини працювали І. Буяльський, Є. Мухін, П. Заблоцький-Десятовський; у новіші часи — Ф. Патенко, С. Дворниченко, М. Бокаріюс (видатний судовий медик України, автор низки монографій і підручників з судової медицини), М. Оболенський, Ю. Сапожников, А. Лісовий та інші. У 1926—1927 в Україні виходив «Архив криминалогии и судебной медицины».